# 52242 Michelemaoret
52242 Michelemaoret este un asteroid din centura principală de asteroizi.

## Descriere
52242 Michelemaoret este un asteroid din centura principală de asteroizi. A fost descoperit pe 03 martie 1981 la Observatorul La Silla de Henri Debehogne și Giovanni De Sanctis. Asteroidul prezintă o orbită caracterizată de o semiaxă mare de 2,68 ua, o excentricitate de 0,19 și o înclinație de 12,6° în raport cu ecliptica.